# 吉列尔莫·道格拉斯
吉列尔莫·道格拉斯（西班牙語：Guillermo Douglas，1909年1月—1967年），乌拉圭男子赛艇运动员。他曾代表乌拉圭参加1932年夏季奥林匹克运动会赛艇比赛，获得男子单人双桨铜牌。